# Gabriele Detti
Gabriele Detti (ur. 29 sierpnia 1994 w Livorno) – włoski pływak specjalizujący się w stylu dowolnym, brązowy medalista igrzysk olimpijskich i mistrz świata.
Wicemistrz Europy na krótkim basenie z Chartres (2012) na 400 m stylem dowolnym. Sześciokrotny medalista mistrzostw Europy juniorów z Belgradu (2011) i Antwerpii (2012). Dwukrotny medalista mistrzostw świata juniorów.
Uczestnik igrzysk olimpijskich w Londynie (13. miejsce na 1500 m stylem dowolnym).
Brązowy medalista na dystansie 400 i 1500 m stylem dowolnym podczas igrzysk olimpijskich w Rio de Janeiro.
W 2017 roku na mistrzostwach świata w Budapeszcie zdobył złoty medal na dystansie 800 m stylem dowolnym, ustanawiając nowy rekord Europy (7:40,77). W konkurencji 400 m kraulem wywalczył brąz, uzyskawszy czas 3:43,93. Na 1500 m stylem dowolnym z czasem 14:52,07 uplasował się na czwartym miejscu.